# Lup'ja (Oblast' di Kirov)
Il Lup'ja (in russo Лупья?) è un fiume della Russia europea orientale, affluente di sinistra del fiume Kama (bacino idrografico del Volga). Scorre nell'Oblast' di Kirov, nei rajon Omutninskij, Afanas'evskij e Verchnekamskij.
Da non confondere con il fiume omonimo del Territorio di Perm', anch'esso affluente della Kama.
La sorgente del fiume si trova sulle alture della Kama, 18 km a est del villaggio di Belorečensk. La direzione generale della corrente è settentrionale, il canale è molto tortuoso. Il fiume scorre attraverso una foresta, in alcuni punti paludosa. La larghezza del fiume vicino alla foce è di 19 metri. Sfocia nella Kama a 1 473 km dalla foce. Ha una lunghezza di 135 km, il suo bacino è di 907 km². Ci sono due insediamenti solo nella parte alta del suo corso, la parte inferiore è disabitata.